# Antoni Niedenthal
Antoni Niedenthal (ur. 5 kwietnia 1894, zm. 7 lutego 1976) – kapitan administracji Wojska Polskiego.

## Życiorys
Urodził się 5 kwietnia 1894 jako syn Antoniego i Bronisławy z domu Premik. Był młodszym bratem Mariana (ur. 1891, także oficer wojskowy).
W czasie I wojny światowej walczył w szeregach cesarsko-królewskiej Obrony Krajowej. Na stopień podporucznika rezerwy został mianowany ze starszeństwem z 1 sierpnia 1916 roku. Jego oddziałem macierzystym był pułk strzelców nr 17.
19 lutego 1919 roku został przyjęty do Wojska Polskiego z dniem 1 listopada 1918 roku, z zatwierdzeniem posiadanego stopnia porucznika ze starszeństwem z dniem 1 stycznia 1917 roku, z zaliczeniem do I Rezerwy armii i powołaniem do służby czynnej oraz przydzielony na stanowisko komendanta asyst. Brzozów. Później został awansowany do stopnia kapitana piechoty ze starszeństwem z dniem 1 czerwca 1919. W 1923, 1924 był przydzielony do 17 pułku piechoty w garnizonie Rzeszów. Następnie został przeniesiony służbowo z 79 pułku piechoty w Słonimie do Powiatowej Komendy Uzupełnień Jarosław. W lipcu 1927 został przeniesiony do Powiatowej Komendy Uzupełnień Łańcut na stanowisko kierownika I referatu. Od 25 kwietnia do 8 sierpnia 1929 pełnił obowiązki komendanta PKU Łańcut. W 1939 pełnił służbę w Komendzie Rejonu Uzupełnień Łańcut na stanowisku kierownika II referatu.
Zmarł 7 lutego 1976 i został pochowany na cmentarzu komunalnym w Łańcucie.
Antoni Niedenthal w 1938 zawarł związek małżeński z Antoniną Wandą (1901–1972) z Albigowskich, po pierwszym mężu Bałucińską, z którą miał dwoje dzieci: Jacka i Marię.

## Odznaczenia
- Krzyż Walecznych (1921)[26]
- Signum Laudis Brązowy Medal Zasługi Wojskowej z mieczami na wstążce Krzyża Zasługi Wojskowej[9]
- Srebrny Medal Waleczności 1 klasy[9]